# Yoel Tapia
Yoel Tapia (República Dominicana, 11 de septiembre de 1984) es un atleta dominicano especializado en la prueba de 4x400 m, en la que consiguió ser medallista de bronce mundial en pista cubierta en 2008.

## Carrera deportiva
En el Campeonato Mundial de Atletismo en Pista Cubierta de 2008 ganó la medalla de bronce en los relevos de 4x400 metros, llegando a meta en un tiempo de 3:07.77 segundos que fue récord nacional, tras Estados Unidos y Jamaica (plata).